# بين يورجنسن
بين يورجنسن (بالإنجليزية: Ben Jorgensen)‏ هو عازف قيثارة ومغني أمريكي، ولد في 4 يوليو 1983.

## وصلات خارجية
- بين يورجنسن على موقع IMDb (الإنجليزية)
- بين يورجنسن على موقع ميوزك برينز (الإنجليزية)